# Абдыкаримов, Бахытжан Нурахметович
Бахытжан Нурахметович Абдыкаримов (17 ноября 1971; Казахстан, Торайгыр, Баянаульский район, Павлодарская область — 24 февраля 2016; Казахстан, Павлодар, Павлодарская область) — казахстанский дзюдоист, вице-президент областной федерации по дзюдо и многократный чемпион Казахстана.

## Биография
Бахытжан Абдыкаримов родился 17 ноября 1971 года в Казахстане Баянаульского района, Павлодарской области.
Являлся профессиональным дзюдоистом. Многократно становился чемпионом Казахстана, занимая 1-е места в своей родной стране. Последний раз выступал в 1995 году. На Чемпионате Кубка мира в Париже, занимал 7-е место в 1994 году, а на Чемпионате Тюркоязычных государств 1-е место в 1992 году.
24 февраля 2016 года в медицинской части режимного учреждения АП 162!3 КУИС МВД РК от насильственной смерти был убит Бахытжан в возрасте 44-х лет. Расследование велось достаточно долгое время.

## Награды и звания
- Чемпионат Тюркоязычных государств (1 место), (1992)
- Чемпионат Кубка мира (7 место), (Париж, 1994)
- Чемпионат Казахстана (1 место), (5 раз становился чемпионом Казахстана в категории до 60-ти килограммов), (1995)